# Brassaiopsis hookeri
Brassaiopsis hookeri är en araliaväxtart som beskrevs av Charles Baron Clarke. Brassaiopsis hookeri ingår i släktet Brassaiopsis och familjen Araliaceae. Inga underarter finns listade.